# Neuvěřitelná dobrodružství Tada Stonese
Neuvěřitelná dobrodružství Tada Stonese (španělština Las aventuras de Tadeo Jones) je 3D počítačově animovaná filmová komedie z roku 2012 od španělské společnosti Lightbox Entertainment, který režíroval Enrique Gato.
Film vznikl jako spinoff krátkého filmu Tadeo Jones, který Gato natočil v roce 2004, a jeho sequelu Tadeo Jones and the Basement of Doom. Napsali jej Javier Barreira, Gorka Magallón, Ignacio del Moral, Jordi Gasull and Neil Landau. Hudbu k filmu složil Zacarías M. de la Riva. Obsazení v angličtině tvořily hlasy následujících herců: Kerry Shale, Ariel Winter, Bruce Mackinnon, Mac McDonald, Liza Ross, Cheech Marin and Adam James. Výrobu filmu obstaraly společnosti Telecinco Cinema, El Toro Picture, Lightbox Entertainment, Ikiru Films, Telefónica Producciones, a Media Networks, s účastí AXN, Canal Plus and TVC.
Film měl premiéru na Mezinárodním festivalu animovaného filmu v Annecy 5. června 2012 a do kin byl uveden 31. srpna 2012 ve Španělsku společností Paramount Pictures. Ve Spojených státech film obdržel negativní kritiky, ale ve Španělsku byl přijat dobře a vydělal 45 miliónů eur při rozpočtu 8 miliónů eur, což z něj udělalo kasovní trhák.
Na 27. Goya Awards získal film nominace na 5 Goya Awards, a vyhrál 3 – nejlepší animovaný film, nejlepší nový režisér a nejlepší adaptovaný scénář.
Sequel filmu, nazvaný Tad the Lost Explorer and the Secret of King Midas, byl uveden v roce 2017.

## Děj
Film vypráví příběh zedníka, který sní o tom, že bude průzkumníkem, a každý náhodou uvěří, že je slavným archeologem. Poslán na expedici do Peru musí čelit zločinecké organizaci, která se specializací na krádeže pokladů chce nyní vyrabovat mytické město Inků, které bylo právě objeveno. Aby se tomu zabránilo, požádá Tadeo o pomoc svého věrného psa Jeffa, učitelku archeologie Saru (Michelle Jenner) a místního průvodce Freddyho (José Mota).

## Obsazení
- Óscar Barberán – Tadeo Jones
- Michelle Jenner – Sara Lavrof
- José Mota – Freddy
- Pep Anton Muñoz – Max Morden
- Carles Canut – Profesor Humbert
- Félix Benito – Profesor Lavrof
- Luis Posada – Maminka
- Miguel Ángel Jenner – Kopponen